# 틸팅 열차

틸팅 열차(Tilting train)는 곡선부에서 열차의 주행 속도를 높이기 위해 차체를 기울일 수 있는 철도 차량이다.

## 이론적 배경
철도 차량은 곡선을 주행하면서, 원심력의 영향을 받아 바깥쪽으로 기울어지려 하는 경향을 가지게 된다. 통과속도를 높일수록 이러한 경향이 커지며, 이러한 경향이 한계를 넘게 되면 차량은 전도 혹은 탈선을 일으키기 때문에, 궤도를 곡선 안쪽으로 기울여서(캔트) 이러한 원심력을 상쇄하는 조치를 취하게 된다. 그러나, 통과속도를 강화하기 위해서 캔트를 높이는 것은 한계가 존재하는데, 저속 열차 혹은 신호 관계로 정지 혹은 서행할 경우 높은 캔트는 역으로 곡선 내측으로 전도될 위험을 제공하게 되며, 승차감 측면에서도 상당한 마이너스가 발생하게 된다. 따라서, 캔트의 량은 실용적으로 어느 수준 이상 올릴 수 없게 된다.
틸팅 열차는 이런 캔트 량의 부족을 차체를 기울여 보충함으로써, 선로의 큰 개량 없이 고속주행을 할 수 있게 한 것이다. 다만, 일반적으로 차체를 기울이는 것으로 실제 차량에 가해지는 원심력을 경감하는 것으로 알려져 있으나 이는 사실과 거리가 있으며, 정확히는 차량에 가해지는 원심력에 의한 승차감 저하를 예방하기 위한 것으로, 선로 자체의 통과속도나 탈선 예방은 대개 대차 부분의 개선(자기조타식 대차 등)을 통해 이루어진다.

## 구분
틸팅 열차는 그 구현 방식에 따라 몇가지로 구분한다.

### 제어 방식
제어방식은 열차가 곡선을 어떻게 추종하게 하는가에 따라서 구분한다.

#### 자연 틸팅식
자연 틸팅식 열차는, 차체의 회전축과 차체의 무게중심점을 어긋나게 배치하여 곡선상에서 자연적으로 차체가 기울어지도록 하는 방식이다. 기본적으로 어떠한 제어장치도 부가되지 않는 만큼, 제어기기의 고장에 따른 감속 혹은 사고의 우려가 없으며, 기술적으로 간단하다. 그러나, 반면에 횡방향의 요동이 제대로 감쇄되지 않거나, 곡선에 따라 발생하는 원심력과 실제 차량의 기울임 정도가 어긋나는 일이 많아서, 승차감이 지극히 나빠지는 문제가 잔존하고 있다. 결국, 자연틸팅식 차량은 현재로서는 거의 사용되지 않고 있다.

#### 강제 틸팅식
강제 틸팅식 열차는 자연 틸팅식 열차의 문제점을 해결하기 위해서, 선로 조건에 따라 최적의 기울임 각도를 컴퓨터를 통해 산출, 이에 따라서 액튜에이터를 통해 차체를 기울이는 방식이다. 이에 따라, 요동이 적고 승차감이 양호하나, 제어 계통이 고장난 경우 사고 혹은 감속운행의 문제가 생기는 부분이 있다. 대개 기본 설계에서 페일 세이프(Fail-safe)를 적용하여 이를 극복하고 있다.

### 틸팅 메커니즘
틸팅 메커니즘은 어떤 구조로 차체를 기울어지게 하는가에 따른 구분이다.

#### 공기 스프링 식
차체를 지탱하는 공기 스프링을 통해 차체를 기울이는 방식이다. 스페인의 탈고 객차에 적용되고 있으며, 이 방식의 간이형태가 일본의 신칸센 N700계 전동차 등지에 사용되고 있다.
특별한 틸팅 장치를 쓰지 않고, 대차 좌우에 설치된 공기 스프링을 이용해 차체를 경사지게 하는 것이다. 본격적인 틸팅 차량의 도입을 위해서는 궤도의 강화나 가선(架線) 개량 공사 등 지상설비의 개보수가 필요하며, 차량 중량과 비용면에서 일반 열차보다 불리한 면이 있다. 그러나 틸팅 제어 기술 자체는 승차감을 유지하면서 열차를 고속화시키는 데에 유용한 기술이며, 따라서 특수한 기구로 인해 상대적으로 고비용인 진자 방식의 대체 기술로서 곡선부 주행시 공기 스프링의 내압을 제어하여 적절한 각도까지 차체를 기울이는 틸팅 제어장치라고 불리는 것을 장비한 강제 틸팅 방식이 개발되었다.
공기 스프링에 의한 틸팅 시스템은 1960년대부터 구상되고 있었는데, 가장 먼저 실현한 것은 당시의 서독이었다. 서독 국철이 1973년에 12량을 시험 제작한 403형으로 불리는 동력 분산 방식 고속 차량에서는, 볼스터리스 대차에 최대 틸팅각 2도의 틸팅 장치가 탑재되었다. 이 틸팅 시스템은 시험만으로 끝나고 403형도 양산되지는 않았지만 이 방식의 기본적인 구조는 거의 확립되어 있으며, 상대적으로 저비용으로 틸팅 차량을 실현하는 수단으로 주목받았다.
틸팅 회전 중심이 공기 스프링과 같은 높이이며 틸팅시에 차량한계를 넘기 쉽기 때문에, 영업차량의 최대 틸팅각은 2도 정도로 억제되어 있어 다른 방식에 비하면 작다. 그러나 앞서 서술하였듯이 특별한 틸팅 장치를 필요로 하지 않고, 기존 공기 스프링 대차의 설계를 약간 변경해 피드백 또는 피드 포워드에 의한 제어장치를 추가하는 것만으로 틸팅 차량이 되므로 경량이며 저비용인데다 틸팅각 2도의 경우에도 기본 속도+25km/h 정도의 곡선통과속도 향상이 실현되어, 비용에 대한 충분한 효과가 있다.

#### 링크식
대차의 접속부에 링크 구조와 액튜에이터를 설치하여 차체를 기울이는 방식이다. 영국의 APT, 이탈리아의 ETR계 틸팅 차량, 펜돌리노 등, 주로 유럽계 차량과 여기에 영향을 받은 차량에 채용되고 있다. 대한민국의 TTX는 펜돌리노의 구조에 영향을 받아 이 방식을 채택하고 있다.

#### 베어링 식
차체와 대차 사이에 베어링과 구동면을 두어, 슬라이딩하게 만든 방식이다. 일본의 재래선 틸팅 차량 다수가 이 방식을 채택하고 있다.

## 용례

### 대한민국
- 한국형 틸팅열차(TTX) : 실험차량. 대한민국의 틸팅 열차 중 처음이자 마지막으로 만든 열차다.